# Żylicze (folwark)
Żylicze (biał. Жылічы; ros. Жиличи) – dawny folwark na Białorusi, w obwodzie grodzieńskim, w rejonie mostowskim, w sielsowiecie Łunna. Leżał około 2 km na zachód od  wsi Żylicze. Zachowały się zabudowania pofolwarczne.
Dawniej w województwie trockim Rzeczypospolitej Obojga Narodów. W czasach zaborów w granicach Imperium Rosyjskiego, w guberni grodzieńskiej, w powiecie grodzieńskim.
W latach 1921–1939 wieś i folwark leżały w Polsce, w województwie białostockim, w powiecie grodzieńskim, w gminie Łunna. Według Powszechnego Spisu Ludności z 1921 roku folwark zamieszkiwało 31 osób: 7 było wyznania rzymskokatolickiego a 24 prawosławnego. Jednocześnie 17 mieszkańców zadeklarowało polską przynależność narodową a 14 białoruską. Było tu 5 budynków mieszkalnych. 16 października 1933 utworzył gromadę Żylicze osady w gminie Łunna. 
Miejscowość należała do parafii prawosławnej i rzymskokatolickiej w Łunnie. Podlegała pod Sąd Grodzki w Skidlu i Okręgowy w Grodnie; właściwy urząd pocztowy mieścił się w Łunnie. 
W wyniku napaści ZSRR na Polskę we wrześniu 1939 miejscowość znalazła się pod okupacją sowiecką. 2 listopada została włączona do Białoruskiej SRR. 4 grudnia 1939 włączona do nowo utworzonego obwodu białostockiego. Od czerwca 1941 roku pod okupacją niemiecką. 22 lipca 1941 r. włączona w skład okręgu białostockiego III Rzeszy. W 1944 miejscowość została ponownie zajęta przez wojska sowieckie i włączona do obwodu grodzieńskiego Białoruskiej SRR.